# Ступель, Илья
Илья Ступель (англ. Ilya Stupel; род. 13 декабря 1948, Вильнюс) — шведский дирижёр.
Родился в еврейской семье профессиональных музыкантов, родственники дирижёра Александр и Борис Ступели играли в оркестре Каунасского гетто. С трёхлетнего возраста учился игре на фортепиано. В 1957 г. вместе с семьёй переехал в Польшу, учился в Катовице, в том числе у дирижёра Богдана Водичко, в 16 лет стал его ассистентом.
В 1968 г. вместе с семьёй перебрался в Швецию, затем окончил дирижёрское отделение Музыкальной академии в Мальмё. Возглавлял оркестры в оперных театрах Мальмё и Хельсингборга. В 1990 г. занял место музыкального руководителя и главного дирижёра Оркестра Лодзинской филармонии имени Артура Рубинштейна, дирижировал инаугурационным концертом нового здания, предоставленного оркестру. Во главе этого коллектива осуществил ряд записей, в том числе все симфонии Руда Ланггора, симфонию Поуля Скиербека, три альбома виолончельных концертов (от Йозефа Гайдна до Антонина Дворжака) с Эрлингом Блёндалем Бенгтссоном и два фортепианных концерта Антона Рубинштейна с Олегом Маршевым. Руководил лодзинским оркестром до 1995 г., в 2005 г. был одним из дирижёров на юбилейном концерте в честь 90-летия коллектива.
В 1999 г. оказался в центре скандала после серии конфликтов со шведскими скинхедами, преследовавшими Ступеля и его семью антисемитскими выкриками; в конце концов 16-летний скинхед был приговорён к крупному денежному штрафу за нанесение Ступелю телесных повреждений, но семье дирижёра пришлось покинуть город Веллинге, в котором они жили.
С 2013 г. главный дирижёр Академического симфонического оркестра Львовской филармонии.